# Castell de la Móra
|  | Per a altres significats, vegeu «Castell de la Móra (Peralta i Calassanç)». |

El Castell de la Móra és un edifici del poble de la Móra, del municipi de Granyanella (Segarra) que forma part de l'Inventari del Patrimoni Arquitectònic de Catalunya. Es tracta d'un gran casal senyorial amb les funcions de castell, que presideix el nucli de la Móra, al capdamunt del municipi. El nucli de la Móra va pertànyer als Saportella, als Ferrer i a la família cerverina dels Moixó, que en van conservar el domini fins a la desamortització.

## Descripció
És un edifici de planta quadrada i amb diferents estances adossades a la part del darrere d'època posterior. S'hi pot distingir planta baixa, amb la porta principal adovellada formant un arc de mig punt, tapiada posteriorment, primer pis o planta noble, amb la presència de finestres de majors dimensions i treball decoratiu, i segon pis.
Com a element important destaca una finestra situada a la planta noble de l'edifici, de factura gòtica i que originàriament presentava una estructura geminada amb presència de decoració geomètrica.